# Marcelo Pizarro Herrera
Marcelo Abelardo Pizarro Herrera (Santiago, 15 de septiembre de 1898-ibídem, 19 de agosto de 1987) fue un ingeniero agrónomo y político liberal chileno. Hijo de Abelardo Pizarro Aracena y Edelmira Herrera Pinto. Casado con Adriana Videla Lira (1925).

## Actividades Profesionales
Estudió en el Instituto Nacional y en la Escuela de Agronomía de la Universidad de Chile.
Se dedicó al comercio y fue propietario de una bencinera en San Felipe. Fue gerente de la Sociedad de Productores de Cáñamo (1944). En San Felipe, tuvo una oficina comercial de representaciones bajo la razón social de “Corrales y Pizarro”. Director del Banco Hipotecario y corredor de la Bolsa de Comercio de Santiago.

## Actividades Políticas
Miembro del Partido Liberal. Fue Gobernador de Los Andes (1931-1932), de San Bernardo (1933) y de San Felipe (1936). Fue además Intendente de la provincia de Aconcagua (1936-1938). 
Electo Diputado por la 5ª agrupación departamental de San Felipe, Petorca y Los Andes (1941-1945), siendo miembro de la comisión permanente de Gobierno Interior.
Superintendente del Cuerpo de Bomberos de San Felipe hasta 1945.
Reelecto Diputado por la misma agrupación departamental (1945-1949), esta vez integró la comisión permanente de Industrias. Volvió a ser reelegido Diputado por San Felipe, Petorca y Los Andes (1949-1953, 1953-1957 y 1957-1961); en estos últimos tres períodos legislativos formó parte de las comisiones permanentes de Defensa Nacional, la de Relaciones Exteriores, la de Economía y Comercio y la de Educación.
Socio del Club de la Unión y del Club Hípico.